# Marcos Senna
Marcos Antônio Senna da Silva (São Paulo, 17 de julio de 1976) es un exfutbolista brasileño, nacionalizado español, que jugaba como centrocampista. Pasó la mayor parte de su carrera profesional en España con el Villarreal Club de Fútbol, disputando 363 partidos oficiales durante 11 temporadas, 10 de las cuales fueron en La Liga (33 goles marcados). Nacido en Brasil, Senna representó a la selección de fútbol de España durante un período de cuatro años, apareciendo en la Copa del Mundo de 2006 y la Eurocopa 2008, y ganando este último torneo como titular.
Terminó su carrera en el New York Cosmos, con el que ganó dos veces la Soccer Bowl. El 28 de octubre del 2015, anunció su retirada como futbolista. Al año siguiente regresó al Villarreal, en el cargo de director de relaciones institucionales del club.

## Trayectoria

### Brasil
Marcos Senna empezó su carrera profesional en el Rio Branco Esporte Clube de la ciudad brasileña de Americana, en el estado de São Paulo, que por aquel entonces militaba en la Serie A-1 del Campeonato Paulista. Tras dos años en el Rio Branco, Senna pasó al América Futebol Clube de São José do Rio Preto, también del estado de São Paulo. Aquel año, el América jugaba en la Serie A-2 del Campeonato Paulista, en la que quedó primero del Grupo 2 en la primera fase.
Tras haber jugado en equipos que militaban en divisiones inferiores, finalmente fue fichado por el Corinthians de la ciudad de São Paulo y que militaba en la Serie A. Su etapa en el Corinthians fue la más productiva en cuanto a número de títulos oficiales, pues conquistó dos Campeonatos Paulistas, un Campeonato Brasileño de Serie A y una Copa Mundial de Clubes de la FIFA. A su llegada en 1999, el equipo conquistó el Campeonato Paulista y el Campeonato Brasileño al vencer en la final al Atlético Mineiro de Belo Horizonte. Ese mismo año Senna disputó con el Corinthians la edición de 1999 de la Copa Mercosur, en la que llegó a cuartos de final. Senna debutó el 28 de julio de 1999 en un partido disputado en São Paulo frente al Independiente de Avellaneda, saliendo como titular. También disputó el partido de la primera fase jugado como local contra Vélez Sársfield, y el de ida de ida de cuartos de final frente a San Lorenzo de Almagro.

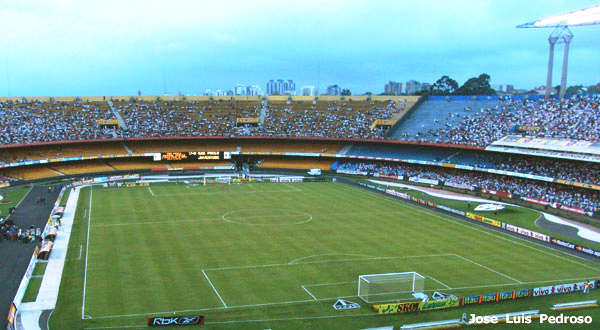
Senna disputó dos partidos del Campeonato Mundial de Clubes de la FIFA 2000 con el Corinthians en el Estadio Morumbi.

Al año siguiente, el equipo participó en el Campeonato Mundial de Clubes de la FIFA 2000 disputado en São Paulo y Río de Janeiro. El Corinthians participó como invitado, al ser campeón de Brasil y ser este el país organizador. Senna disputó dos de los cuatro partidos que disputó su equipo, ambos pertenecientes a la primera fase y disputados los dos en el estadio Morumbi de São Paulo. El Corinthians quedó encuadrado en el Grupo A, junto al Real Madrid de España, el Raja Casablanca de Marruecos y el Al-Nassr de Arabia Saudita. Senna debutó en el primer partido de su equipo, disputado el 5 de enero de 2000 frente al Raja Casablanca, al sustituir en el minuto 76 de partido a su compañero Marcelinho Carioca. El partido finalizó con el resultado de 2:0 favorable al equipo brasileño.
Senna también disputó el segundo encuentro, esta vez contra el Real Madrid, saliendo también en sustitución de su compañero Ricardinho en el minuto 85 de juego. El partido, disputado el 7 de enero de 2000, terminó con el resultado de 2:2. El Corinthians disputó dos partidos más, el de la primera fase contra el Al-Nasr y la final contra el Vasco da Gama de Río de Janeiro, contra el que se proclamó campeón, aunque Senna no disputó ninguno de estos dos partidos.
Senna también disputó la Copa Libertadores 2000 con el Corinthians, con el que alcanzó las semifinales. Su debut se produjo en el primer partido de la primera fase, que enfrentó al club paulista y al Club América de Ciudad de México el 16 de febrero de 2000 en Ciudad de México. Senna entró en el minuto 69 de partido al sustituir a su compañero Márcio Costa. También disputó el encuentro de la primera fase contra la Liga de Quito disputado en Quito, el partido frente al Club Olimpia disputado en São Paulo, el partido de vuelta de octavos de final frente a Rosario Central, y el de ida de cuartos de final contra el Atlético Mineiro, todos ellos saliendo desde el banquillo.

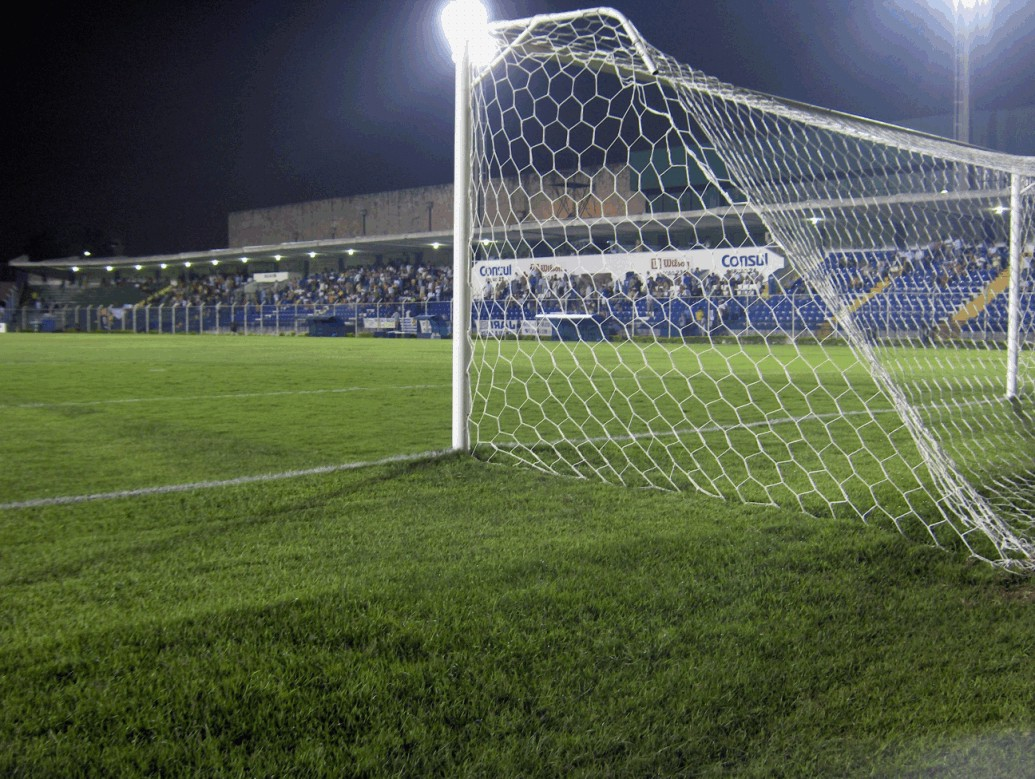
El Estadio Anacleto Campanella vio como Senna y el São Caetano llegaron a la final de la Copa Libertadores 2002.

El siguiente año, el 2001, Senna volvió a ganar un nuevo título con el Corinthians al proclamarse campeón del Campeonato Paulista. Ese mismo año abandonó el Corinthians y fue contratado por el Juventude de Caxias do Sul, aunque en 2002 pasó a engrosar las filas del modesto y relativamente joven São Caetano de São Caetano do Sul -el equipo había sido fundado a finales de 1989. Aunque no logró ganar ningún título, el equipo fue subcampeón de la Copa Libertadores 2002.
Senna se convirtió en una de las figuras de la Copa Libertadores 2002. El São Caetano logró llegar a la final, aunque fue derrotado por el Club Olimpia de Asunción en los penales. Senna fue uno de los habituales en las alineaciones del São Caetano en la copa, disputando como titular cinco de los seis partidos que el equipo brasileño disputó en la primera fase, de la que quedó primero del grupo 1, y todos los partidos de los cruces; los dos partidos de octavos de final frente al Universidad Católica de Santiago de Chile, los dos de cuartos frente al Club Atlético Peñarol de Montevideo, los dos de semifinales frente al Club América de Ciudad de México y los dos de la final frente a Olimpia de Asunción, aunque no logró marcar ningún gol. En las eliminatorias que se decidieron por penales, la de octavos frente a Universidad Católica, la de cuartos frente a Peñarol y la final frente a Olimpia, Senna fue uno de los encargados de efectuar un lanzamiento, transformando todos los tiros efectuados.

### Villarreal C. F.
En el verano de 2002 dio el salto a Europa al ser contratado por el Villarreal CF de la Primera División de España. Senna no tuvo mucha fortuna las dos primeras temporadas en el club español, al sufrir dos graves lesiones de rodilla casi de forma consecutiva en 2003, lo que hizo que sus dos primeros año en el equipo "amarillo" los pasara casi en blanco. Así, el 26 de enero de 2003, en un partido frente al Real Betis, Senna se lesionó de gravedad en una de sus rodillas, lo que hizo que el Villarreal CF intentara darle la baja federativa debido a su lesión de larga duración. Sin embargo, y una vez recuperado, la mala fortuna se cebó con el jugador, ya que el verano de 2003 sufrió de nuevo una grave lesión, también en la rodilla, que le mantuvo apartado de los terrenos de juego casi toda la temporada. El jugador volvió a entrenarse con el resto de la plantilla a finales de diciembre del mismo año.
A pesar de las lesiones, Senna se proclamó subcampeón de la Copa Intertoto de la UEFA 2002 al perder la final a doble partido contra el Málaga CF, también de la Primera División de España. La suerte cambió para el Villarreal CF al verano siguiente, y Senna y el Villarreal CF ganaron su primer título oficial en Europa al ganar la Copa Intertoto de la UEFA 2003 frente al SC Heerenveen de la Eredivisie de los Países Bajos, lo que le dio la oportunidad de disputar la Copa de la UEFA 2003-04, en la que llegó a semifinales.
No obstante, fue en la pretemporada para el curso 2004-05 cuando el jugador ya se encontró plenamente recuperado, lo que hizo que entrara en los planes del nuevo entrenador de la entidad, Manuel Pellegrini, y llegara a ser titular en los últimos partidos de la Copa Intertoto de la UEFA 2004. El mismo Senna llegó a declarar que "Ahora estoy disfrutando de nuevo del fútbol". Senna entró por primera vez en una convocatoria de Pellegrini en el partido de vuelta de las semifinales de la Intertoto frente al Hamburgo SV disputado en Alemania, en el que completó un buen encuentro. Finalmente, el Villarreal CF se acabó proclamando campeón de dicha competición al derrotar al Atlético de Madrid en la tanda de penaltis en el Estadio Vicente Calderón, tras ganar los dos equipos sus partidos como locales por el mismo resultado (2:0). En la temporada 2011-12 descendió a la Segunda División tras perder contra el Atlético de Madrid (1-0) y tras rumores de su marcha anuncia su continuidad en el Villarreal.
Después de 11 años defendiendo la camiseta del Villareal y de haber conseguido ascenderlo de nuevo a la Liga BBVA decide emprender un nuevo rumbo a una nueva liga y eligió al New York Cosmos de Estados Unidos.

### New York Cosmos
Tras dejar el Villarreal comienza su último viaje a New York Cosmos y el 15 de noviembre de 2015 cuelga las botas.

## Selección nacional

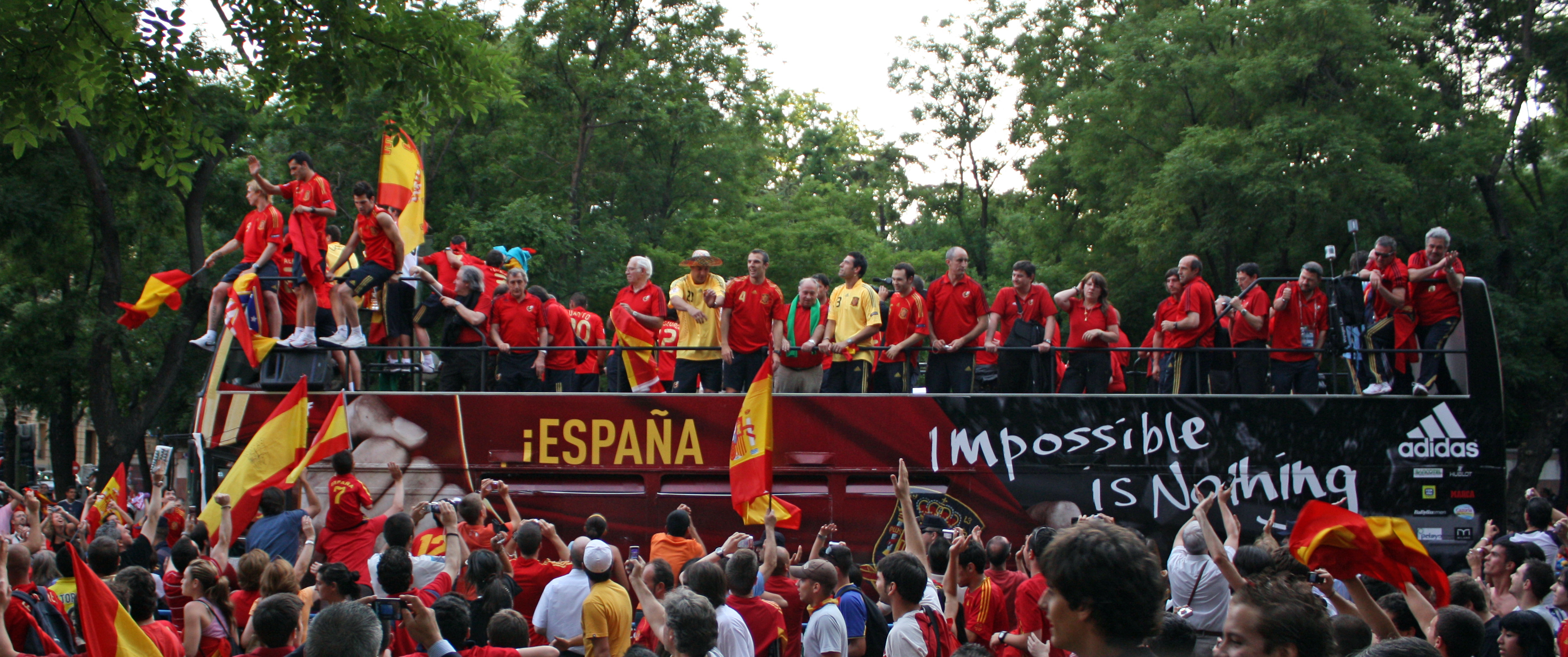
Senna se proclamó campeón de la Eurocopa 2008 con la selección de fútbol de España. En la foto, el autobús de la selección durante la celebraciones del título en Madrid.

Debutó con la selección española en marzo de 2006, como suplente en el partido amistoso contra Costa de Marfil que España ganó por 3-2.
Ha participado en la fase final del Mundial de Alemania 2006, siendo titular en la fase de grupos y clasificándose como 1.º de grupo. Posteriormente el conjunto español jugó en los octavos de final contra la Selección francesa en la que Senna fue suplente y su selección caería eliminada por 3-1 ante los Franceses.
Dos años después es seleccionado para la Eurocopa de Austria y Suiza 2008, en la que haría una gran competición y conseguiría ganar con la selección española, siendo pieza clave junto a Xavi Hernández en el esquema táctico del centro del campo del técnico Luis Aragonés. Marcos Senna fue elegido en el Equipo ideal UEFA All-Star. Llegó a marcar un gol de penalti contra Italia en la Eurocopa 2008.
En 2017, en el contexto del intento de independencia de Cataluña tras el fallido referéndum de autodeterminación del 1 de octubre y a raíz de unas polémicas declaraciones de Gerard Piqué en las que afirmaba que se sentía más implicado con la selección que algunos jugadores nacionalizados, Marcos Senna contestó en declaraciones a la agencia EFE que "Me siento un español más. Ahora mismo, puedo decir que desde que llegué cada día me sentía un poco más español que el día anterior, pero ahora ya no tengo esa sensación de sentirme cada vez más español. Ahora me siento totalmente español y soy uno más de aquí".

### Participaciones en Copas del Mundo
| Copa              | Sede     | Resultado        | Partidos | Goles |
| ----------------- | -------- | ---------------- | -------- | ----- |
| Copa Mundial 2006 | Alemania | Octavos de final | 3        | 0     |

### Participaciones en Eurocopas
| Copa          | Sede            | Resultado | Partidos | Goles |
| ------------- | --------------- | --------- | -------- | ----- |
| Eurocopa 2008 | Austria · Suiza | Campeón   | 5        | 0     |

## Estadísticas

### Clubes
| Club | Div.          | Temporada     | Liga  | Liga  | Copas nacionales(1) | Copas nacionales(1) | Torneos internacionales(2) | Torneos internacionales(2) | Ligas estatales(3) | Ligas estatales(3) | Otros(4) | Otros(4) | Total | Total |
| Club | Div.          | Temporada     | Part. | Goles | Part.               | Goles               | Part.                      | Goles                      | Part.              | Goles              | Part.    | Goles    | Part. | Goles |
| --- | ------------- | ------------- | ----- | ----- | ------------------- | ------------------- | -------------------------- | -------------------------- | ------------------ | ------------------ | -------- | -------- | ----- | ----- |
| Rio Branco E. C. · Brasil | 1.ª           | 1997          | —     | —     | —                   | —                   | —                          | —                          | 8                  | 0                  |          |          | 8     | 0     |
| Rio Branco E. C. · Brasil | 1.ª           | 1998          | —     | —     | —                   | —                   | —                          | —                          | 11                 | 0                  |          |          | 11    | 0     |
| Rio Branco E. C. · Brasil | 1.ª           | 1999          | —     | —     | —                   | —                   | —                          | —                          | 20                 | 12                 | —        | —        | 20    | 12    |
| Rio Branco E. C. · Brasil | Total club    | Total club    | —     | —     | —                   | —                   | —                          | —                          | 39                 | 12                 | —        | —        | 39    | 12    |
| América S. P. · Brasil | 3.ª           | 1998          | 4     | 0     | —                   | —                   | —                          | —                          | —                  | —                  | —        | —        | 4     | 0     |
| S. C. Corinthians · Brasil | 1.ª           | 1999          | 16    | 0     | —                   | —                   | 3                          | 0                          | —                  | —                  | —        | —        | 19    | 0     |
| S. C. Corinthians · Brasil | 1.ª           | 2000          | 0     | 0     | 1                   | 0                   | 5                          | 0                          | 12                 | 1                  | 8        | 0        | 26    | 1     |
| S. C. Corinthians · Brasil | 1.ª           | 2001          | 0     | 0     | 10                  | 0                   | —                          | —                          | 15                 | 0                  | 3        | 0        | 28    | 0     |
| S. C. Corinthians · Brasil | Total club    | Total club    | 16    | 0     | 11                  | 0                   | 8                          | 0                          | 27                 | 1                  | 11       | 0        | 73    | 1     |
| E. C. Juventude · Brasil | 1.ª           | 2001          | 14    | 1     | —                   | —                   | —                          | —                          | —                  | —                  | —        | —        | 14    | 1     |
| A. D. São Caetano · Brasil | 1.ª           | 2002          | 0     | 0     | —                   | —                   | 13                         | 0                          | —                  | —                  | 12       | 1        | 25    | 1     |
| Villarreal C. F. · España | 1.ª           | 2002-03       | 16    | 2     | 0                   | 0                   | —                          | —                          | —                  | —                  | —        | —        | 16    | 2     |
| Villarreal C. F. · España | 1.ª           | 2003-04       | 9     | 0     | 0                   | 0                   | 1                          | 0                          | —                  | —                  | —        | —        | 10    | 0     |
| Villarreal C. F. · España | 1.ª           | 2004-05       | 29    | 2     | 0                   | 0                   | 10                         | 0                          | —                  | —                  | —        | —        | 39    | 2     |
| Villarreal C. F. · España | 1.ª           | 2005-06       | 30    | 3     | 0                   | 0                   | 13                         | 1                          | —                  | —                  | —        | —        | 43    | 4     |
| Villarreal C. F. · España | 1.ª           | 2006-07       | 33    | 0     | 2                   | 0                   | 1                          | 0                          | —                  | —                  | —        | —        | 36    | 0     |
| Villarreal C. F. · España | 1.ª           | 2007-08       | 34    | 4     | 5                   | 1                   | 4                          | 1                          | —                  | —                  | —        | —        | 43    | 6     |
| Villarreal C. F. · España | 1.ª           | 2008-09       | 27    | 2     | 0                   | 0                   | 8                          | 2                          | —                  | —                  | —        | —        | 35    | 4     |
| Villarreal C. F. · España | 1.ª           | 2009-10       | 30    | 1     | 3                   | 0                   | 7                          | 3                          | —                  | —                  | —        | —        | 40    | 4     |
| Villarreal C. F. · España | 1.ª           | 2010-11       | 20    | 1     | 1                   | 0                   | 6                          | 0                          | —                  | —                  | —        | —        | 27    | 1     |
| Villarreal C. F. · España | 1.ª           | 2011-12       | 31    | 5     | 1                   | 0                   | 6                          | 0                          | —                  | —                  | —        | —        | 38    | 5     |
| Villarreal C. F. · España | 2.ª           | 2012-13       | 33    | 5     | 0                   | 0                   | —                          | —                          | —                  | —                  | —        | —        | 33    | 5     |
| Villarreal C. F. · España | Total club    | Total club    | 292   | 25    | 12                  | 1                   | 56                         | 7                          | —                  | —                  | —        | —        | 360   | 33    |
| New York Cosmos Estados Unidos | 2.ª           | 2013          | 13    | 5     | 1                   | 1                   | —                          | —                          | —                  | —                  | —        | —        | 14    | 6     |
| New York Cosmos Estados Unidos | 2.ª           | 2014          | 20    | 4     | 1                   | 0                   | —                          | —                          | —                  | —                  | —        | —        | 21    | 4     |
| New York Cosmos Estados Unidos | 2.ª           | 2015          | 18    | 3     | 3                   | 0                   | —                          | —                          | —                  | —                  | —        | —        | 21    | 3     |
| New York Cosmos Estados Unidos | Total club    | Total club    | 51    | 12    | 5                   | 1                   | —                          | —                          | —                  | —                  | —        | —        | 56    | 13    |
| Total carrera | Total carrera | Total carrera | 377   | 38    | 28                  | 2                   | 77                         | 7                          | 66                 | 13                 | 23       | 1        | 571   | 61    |
| (1) Incluye datos de la Copa de Brasil (2000-01) y Copa del Rey (2006-12). (2) Incluye datos de la Copa Mercosur (1999-00), Copa Libertadores (2000-02), Copa Intertoto de la UEFA (2003-04), Copa de la UEFA (2004-08), Liga de Campeones de la UEFA (2005-12) y Liga Europa de la UEFA (2009-11). (3) Incluye datos del Campeonato Paulista (1997-01). (4) Incluye datos de la Copa Mundial de Clubes de la FIFA (2000), Torneo Río-São Paulo (2000-01) y Copa de Campeones (2001-02). |               |               |       |       |                     |                     |                            |                            |                    |                    |          |          |       |       |

### Selección nacional
| Selección         | Año             | Amistosos | Amistosos | Clasificación | Clasificación | Eurocopa | Eurocopa | Mundial | Mundial | Total | Total |
| Selección         | Año             | Part.     | Goles     | Part.         | Goles         | Part.    | Goles    | Part.   | Goles   | Part. | Goles |
| ----------------- | --------------- | --------- | --------- | ------------- | ------------- | -------- | -------- | ------- | ------- | ----- | ----- |
| Absoluta · España | 2006            | 4         | 0         | —             | —             | —        | —        | 3       | 0       | 7     | 0     |
| Absoluta · España | 2007            | —         | —         | 1             | 0             | —        | —        | —       | —       | 1     | 0     |
| Absoluta · España | 2008            | 5         | 0         | 3             | 1             | 5        | 0        | —       | —       | 13    | 1     |
| Absoluta · España | 2009            | 1         | 0         | 5             | 0             | —        | —        | —       | —       | 6     | 0     |
| Absoluta · España | 2010            | 1         | 0         | —             | —             | —        | —        | —       | —       | 1     | 0     |
| Total selección   | Total selección | 11        | 0         | 9             | 1             | 5        | 0        | 3       | 0       | 28    | 1     |

#### Goles internacionales
| # | Fecha                    | Lugar                                     | Rival   | Gol | Resultado | Competición                                          |
| - | ------------------------ | ----------------------------------------- | ------- | --- | --------- | ---------------------------------------------------- |
| 1 | 10 de septiembre de 2008 | Estadio Carlos Belmonte, Albacete, España | Armenia | 3-0 | 4-0       | Clasificación para la Copa Mundial de Fútbol de 2010 |

## Palmarés

### Títulos regionales
| Título              | Club              | Sede      | Año  |
| ------------------- | ----------------- | --------- | ---- |
| Campeonato Paulista | S. C. Corinthians | São Paulo | 1999 |
| Campeonato Paulista | S. C. Corinthians | São Paulo | 2001 |

### Títulos nacionales
| Título        | Club              | País           | Año  |
| ------------- | ----------------- | -------------- | ---- |
| Serie A       | S. C. Corinthians | Brasil         | 1999 |
| Fall Season   | New York Cosmos   | Estados Unidos | 2013 |
| Soccer Bowl   | New York Cosmos   | Estados Unidos | 2013 |
| Woosnam Cup   | New York Cosmos   | Estados Unidos | 2015 |
| Spring Season | New York Cosmos   | Estados Unidos | 2015 |
| Soccer Bowl   | New York Cosmos   | Estados Unidos | 2015 |

### Títulos internacionales
| Título                    | Club                | Sede            | Año  |
| ------------------------- | ------------------- | --------------- | ---- |
| Copa Mundial de Clubes    | S. C. Corinthians   | Río de Janeiro  | 2000 |
| Copa Intertoto de la UEFA | Villarreal C. F.    | Villarreal      | 2003 |
| Copa Intertoto de la UEFA | Villarreal C. F.    | Madrid          | 2004 |
| Eurocopa                  | Selección de España | Austria · Suiza | 2008 |

### Distinciones individuales
| Distinción                       | Año  |
| -------------------------------- | ---- |
| Equipo del Torneo de la Eurocopa | 2008 |
| Premio Don Balón                 | 2008 |

## Vida personal
Senna es cristiano, y ha llegado a hablar de su fe en el documental The Prize: Chasing the Dream junto a Kaká.
Su primo Marcos Assunção[cita requerida] llegó a jugar en diferentes equipos y su hermano pequeño Marcio también ha sido futbolista profesional.